# 柚来しいな
柚来しいな（ゆずき しいな、2003年10月21日 - ）は、日本の女優、タレント。神奈川県出身。株式会社サニープロモーション所属。

## 来歴
TikTokをきっかけに、事務所からスカウトされ所属となる。
2021年7月から『今日、好きになりました。』（ABEMA）に出演し、話題となる。
2022年4月から『めざましテレビ』（フジテレビ）「イマドキ」のイマドキガールに就任。11月8日に初となる写真集『ゆずきしいな、です。』を発売し、水着姿を初披露した。
2024年1月4日発売の『週刊プレイボーイ』にて初めて水着グラビアを披露した。
2024年6月から株式会社サニープロモーションに所属。

## 人物
特技は書道（毛筆特待生）。
休日はひたすら寝てるか、友達と電話して過ごす。
欅坂46(現：櫻坂46)の『黒い羊』のMVを見て、芝居とダンスを通してストーリーが進んでいく様に感銘を受け、何かを表現する仕事に就きたいを考える。また、日向坂46のファンでもあり、好きな芸能人は河田陽菜。ただし、柚来自身は自分がアイドルの適性は無いと考え、北川景子に憧れていたこともあり、アイドルは目指さずに俳優を目指した。

## 出演

### 情報番組
- めざましテレビ「イマドキ」（2022年4月 - 2025年3月、フジテレビ）

### ウェブ番組
- 今日、好きになりました。（AbemaTV）
  - 向日葵編（2021年7月26日 - 9月6日）[5]
  - 秋桜編（2021年10月18日 - 11月15日）[6]
  - 蜜柑編（2022年1月17日 - 2月14日）[7]
  - 今日好き部 文化祭プロジェクト（2021年8月2日 - 10月4日）[8]
  - ふたりで旅に出ませんか？（2022年3月23日 - 30日）[9]
  - 50season記念企画 #2（2023年2月27日）

### テレビドラマ
- 初恋の悪魔 第6話（2022年8月20日、日本テレビ） - 高校生 役[10]
- 今夜すきやきだよ 第3話（2023年1月20日、テレビ東京）
- スタンドUPスタート 第3話（2023年2月1日、フジテレビ） - 同級生 役[11]
- この素晴らしき世界 第7話・最終話（2023年8月31日・9月14日、フジテレビ） - 城之内美咲 役
- アオハライド（WOWOW） - 深田舞 役[12]
  - Season1（2023年9月22日 - 11月10日）
  - Season2（2024年1月19日 - 2月23日）
- マイストロベリーフィルム（2024年2月15日、MBS） - クラスメイト 役

### ウェブドラマ
- 恋、しよう（2022年7月28日 - 10月27日、全4話、Emo!miu公式YouTubeチャンネル） - ヒロイン・陽菜 役[13]

### 映画
- 『こころのふた～雪降るまちで～』-私の卒業 第5期-（2024年6月14日） - 金本雫 役[14][15]

### 舞台
- ホチキスVol.45「うらめしブギ」（2022年3月18日 - 27日、あうるすぽっと） - 花澤由奈 役[16]

### CM
- ロート製薬「Cキューブ」ABEMA限定CM[17]

### MV
- I WiSH「スノードーム」(2023年2月)

## 書籍

### デジタル写真集
- ゆずきしいな、です。（2022年11月8日、玄光社）[18]
- Switch（2024年1月4日、集英社）[19]
- 【増量版 全50Ｐ】ヤンマガアザーっす!＜YM2024年9号未公開カット＞（2024年3月1日、講談社）[20]